# 양수대교

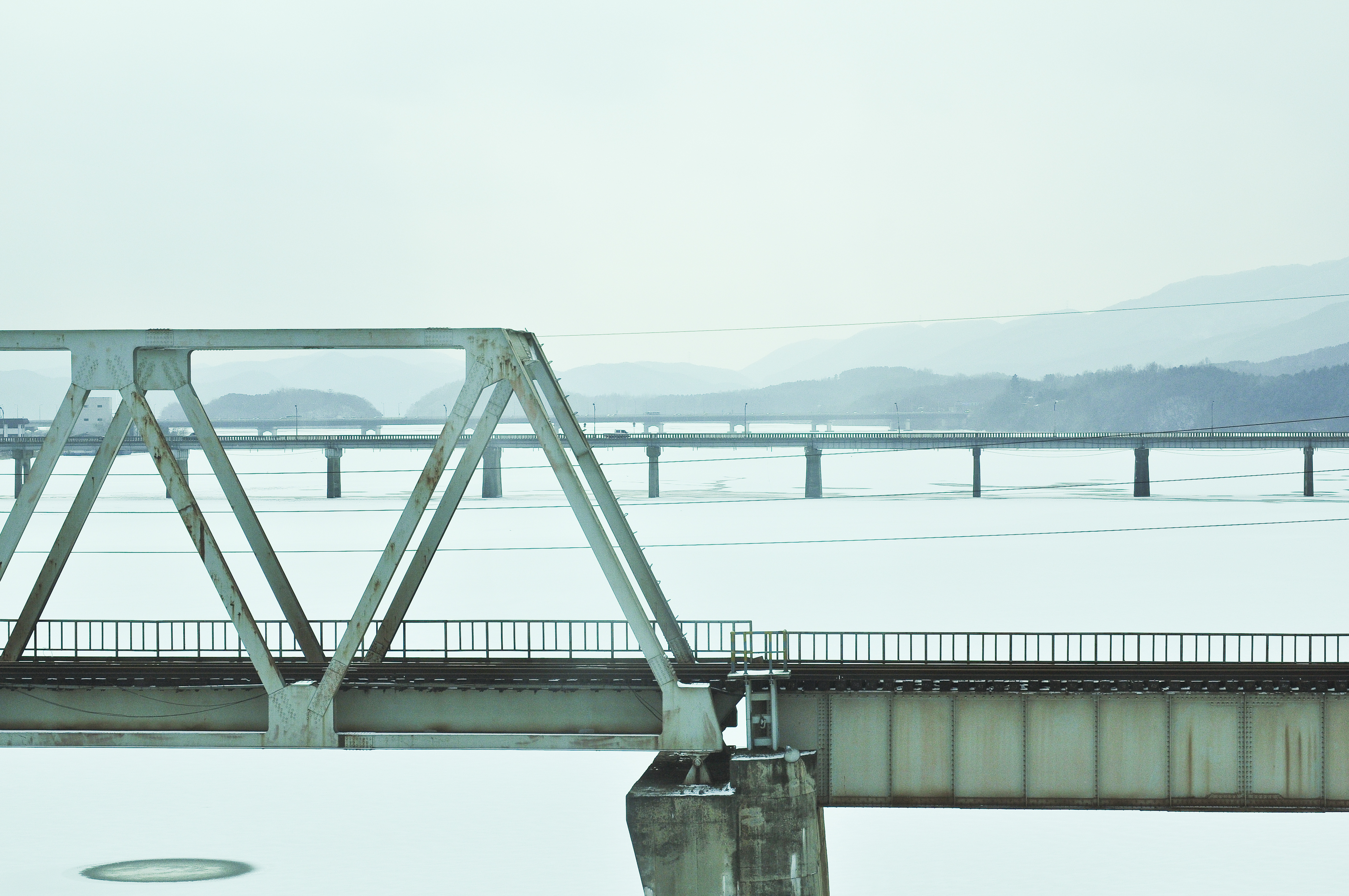
양수철교에서 바라본 사진으로, 차례대로 양수철교, 양수대교, 신양수대교

양수대교(兩水大橋)는 경기도 남양주시 조안면과 양평군 양서면을 잇는 북한강의 다리이다. 

## 역사

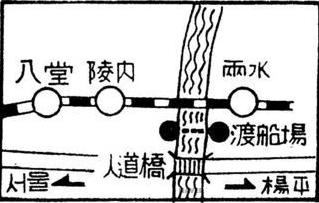
기존 양수인도교가 파괴된 후 임시적으로 선박을 통해 통행할 당시의 인근약도.

을축년 대홍수로 파괴된 한강인도교를 증축할 때 기존의 낡은 부재를 가지고 1936년에 완공하였다. 이후 6.25 전쟁 당시 폭격으로 파괴되고, 나무로 임시 가교를 설치해 이용하다가 1961년에 화재로 소실된다. 1962년 6월에 기존의 다리에 대한 복구공사가 2년 2개월의 기간을 마치고 재개통하였다. 이 때 교각의 갯수를 15개로 늘렸다.
이후 교량의 노후화로 인해 1998년 12월에 신양수대교와 용담대교가 개통이 되면서 국도 제6호선의 노선에서 해제되었다. 곧이어 2000년 2월에는 18톤 이하로, 2009년 4월에는 15톤 이하로 차량통행이 제한되면서 재가설의 필요성이 대두되었다. 이에 따라 새로 공사를 시작해 2013년 11월에 개통하고, 2015년 11월에 완공하였다. 새로운 다리가 개통되면서 기존의 다리는 철거했는데, 다리를 철거하던 바지선이 침몰하는 등 사고가 발생하기도 했다.